# Rechtbank Den Haag
De rechtbank Den Haag is een van de elf rechtbanken in Nederland. Tot 1 januari 2013 heette de rechtbank rechtbank 's-Gravenhage. Het arrondissement Den Haag omvat het noordelijke deel van de provincie Zuid-Holland, hetzelfde als de Regionale Eenheid Den Haag van de politie beslaat.
De rechtbank houdt zittingen in drie plaatsen, Den Haag, Gouda en Leiden ("Gebouw Leidsch Dagblad"). De locaties Delft en Alphen aan den Rijn zijn in 2013 gesloten.

## Rechtsgebied
Het arrondissement is opgedeeld in drie regio's:
Regio Den Haag
- Delft, Den Haag, Leidschendam-Voorburg, Midden-Delfland, Pijnacker-Nootdorp, Rijswijk, Wassenaar, Westland en Zoetermeer.

Regio Gouda
- Alphen aan den Rijn, Bodegraven-Reeuwijk, Gouda, Krimpenerwaard, Nieuwkoop, Waddinxveen en Zuidplas.

Regio Leiden
- Hillegom, Kaag en Braassem, Katwijk, Leiden, Leiderdorp, Lisse, Noordwijk, Oegstgeest, Teylingen, Voorschoten en Zoeterwoude.

## Zaakverdeling
Bepaalde soorten zaken (grosso modo de kantonzaken) worden voor de regio's Leiden en Gouda in de betreffende zittingsplaats gehouden. Voor een deel van deze soorten hebben deze locaties ook een loketfunctie.